# Перетц, Изабель
Изабель Перетц (род. в 1956 в Брюсселе, Бельгия) — бельгийско-канадский учёный в области когнитивной нейропсихологии, доктор экспериментальной психологии, профессор Монреальского университета

## Биография и карьера
Изабель Перетц родилась и получила образование в Брюсселе, Бельгия. Свою степень доктора психологии Перетс получила в Брюссельском университете под руководством José Morais в 1984 году. После этого она начала преподавать в университете Монреаля, где работает до сих пор. 
В 2005 Изабелль Перетц стала одним из основателей и директором Международной лаборатории изучения мозга, музыки и звука (International Laboratory for Brain, Music and Sound Research, BRAMS), которая сотрудничает с Университетом Макгилла и Монреальским университетом.  В лаборатории был разработан тест по оценке музыкальных способностей, который доступен для дистанционного прохождения. Также Изабель является главным редактором раздела Frontiers в журнале Auditory Cognitive Neuroscience.

## Исследовательская деятельность
Исследовательская деятельность доктора Перетц относится к музыкальной психологии и заключается в изучении музыкального потенциала обычных людей, его нейронных коррелятов, наследственности и языковой специфичности. В общей сложности  Изабель опубликовала более 175 научных работ по различным темам: от изучения восприятия, памяти и эмоций до изучения производительности. Среди них более 50 широко известны в научном сообществе, имеют индекс цитирования выше 100. Самая популярная работа посвящена мозговой организации процессов обработки музыкальных стимулов.
Одна из последних публикаций, соавтором которой является Перетц, посвящена уточнению того, какие регионы отвечают за обработку несочетаемых нот в мелодии, которая требует не только способности различать тона, но и тональности в целом. Показано, что за это отвечает нижняя теменная доля правого полушария, которая задействована в процессах, связанных с поддержанием тональной структуры основного тона в рабочей памяти во время дискриминации основного тона.